# Fussballclub Sankt Gallen 1879 2004-2005
Questa voce raccoglie le informazioni riguardanti il Fussballclub Sankt Gallen 1879 nelle competizioni ufficiali della stagione 2004-2005.

## Stagione
Nella stagione 2004-2005 il San Gallo, allenato da Heinz Peischl, René Weiler e Werner Zünd, concluse il campionato di Super League al 7º posto. In Coppa Svizzera il San Gallo fu eliminato ai quarti di finale dall'Aarau.

## Rosa
| N. |                     | Ruolo | Calciatore         |
| -- | ------------------- | ----- | ------------------ |
| 1  | Italia (bandiera)   | P     | Stefano Razzetti   |
| 2  | Svizzera (bandiera) | D     | Marc Zellweger     |
| 3  | Svizzera (bandiera) | D     | Philippe Montandon |
| 4  | Svizzera (bandiera) | D     | Stefan Wolf        |
| 5  | Svizzera (bandiera) | D     | Mijat Marić        |
| 7  | Svizzera (bandiera) | C     | Dusan Pavlovic     |
| 8  | Canada (bandiera)   | C     | Daniel Imhof       |
| 10 | Svizzera (bandiera) | C     | Bruno Sutter       |
| 11 | Ghana (bandiera)    | A     | Alex Tachie-Mensah |
| 12 | Svizzera (bandiera) | C     | David Marazzi      |
| 13 | Svizzera (bandiera) | C     | Davide Callà       |

| N. |                     | Ruolo | Calciatore             |
| -- | ------------------- | ----- | ---------------------- |
| 14 | Paraguay (bandiera) | C     | Iván González Ferreira |
| 15 | Svizzera (bandiera) | D     | Pascal Jenny           |
| 17 | Germania (bandiera) | C     | Tobias Rathgeb         |
| 18 | Svizzera (bandiera) | P     | Gabriel Wüthrich       |
| 19 | Austria (bandiera)  | C     | René Schicker          |
| 20 | Cile (bandiera)     | C     | Julio Lopez            |
| 21 | Ghana (bandiera)    | A     | Kwabena Agouda         |
| 22 | Svizzera (bandiera) | A     | Moreno Merenda         |
| 23 | Svizzera (bandiera) | D     | Dominique Longo        |
| 25 | Brasile (bandiera)  | C     | Fabinho                |
| 29 | Francia (bandiera)  | A     | Éric Hassli            |

## Organigramma societario
Area tecnica
- Allenatore: Werner Zünd
- Allenatore in seconda:
- Preparatore dei portieri:
- Preparatori atletici:

## Calciomercato

### Sessione estiva
| Acquisti | Acquisti           | Acquisti     | Acquisti |
| R.       | Nome               | da           | Modalità |
| -------- | ------------------ | ------------ | -------- |
| C        | Tobias Rathgeb     | Stoccarda    |          |
| A        | Kwabena Agouda     | Nania        |          |
| A        | Benedict Akwuegbu  | Kärnten      |          |
| C        | Fabinho            | Wil          |          |
| D        | Philippe Montandon | Wil          |          |
| C        | Goran Obradović    | Servette     |          |
| C        | René Schicker      | Kapfenberger |          |
| P        | Gabriel Wüthrich   | Delémont     |          |

| Cessioni | Cessioni            | Cessioni        | Cessioni |
| R.       | Nome                | a               | Modalità |
| -------- | ------------------- | --------------- | -------- |
| P        | Flavio Agosti       | Sciaffusa       |          |
| C        | Tranquillo Barnetta | Hannover 96     |          |
| C        | Salvatore Calo      | Sciaffusa       |          |
| P        | Javier Crespo       | YF Juventus     |          |
| C        | Henry Ekubo         | YF Juventus     |          |
| C        | Stephan Oberli      | Wil             |          |
| D        | Mounir Soufiani     | Neuchâtel Xamax |          |

### Sessione invernale
| Acquisti | Acquisti               | Acquisti | Acquisti |
| R.       | Nome                   | da       | Modalità |
| -------- | ---------------------- | -------- | -------- |
| C        | Davide Callà           | Servette |          |
| A        | Éric Hassli            | Servette |          |
| C        | Iván González Ferreira | Guaraní  |          |
| C        | Julio Lopez            | Persib   |          |

| Cessioni | Cessioni          | Cessioni         | Cessioni |
| R.       | Nome              | a                | Modalità |
| -------- | ----------------- | ---------------- | -------- |
| A        | Benedict Akwuegbu | Wacker Innsbruck |          |
| C        | Salvatore Ciancio | Altstetten       |          |
| C        | Goran Obradović   | Vaduz            |          |

## Risultati

### Super League

#### Prima fase, girone di andata
| Arbitro: | Busacca |

|                                |           |                                  |
| Merenda 60’, 76’ Montandon 65’ | Marcatori | 39’ Häberli 51’ Neri 90’ Carreño |

| Arbitro: | Circhetta |

|                               |           |            |
| Keita 12’ Cesar 22’ Gygax 77’ | Marcatori | 71’ Agouda |

| Arbitro: | Etter |

|                                   |           |                               |
| Senn 37’ Todisco 73’ Lettieri 79’ | Marcatori | 46’ Tachie-Mensah 89’ Merenda |

| Arbitro: | Wildhaber |

|                                                            |           |                       |
| Tachie-Mensah 31’ (rig.) Wolf 43’ Schicker 79’ Marazzi 90’ | Marcatori | 7’, 83’ (rig.) M'Futi |

| San Gallo 15 agosto 2004, ore 16:00 CEST 5ª giornata | San Gallo | 0 – 0 referto | Grasshoppers | Stadio Espenmoos (10 500 spett.)\| Arbitro: \| Meier \| |
| Arbitro:                                             | Meier     |               |              |                                                         |

| Arbitro: | Salm |

|             |           |            |
| Renggli 46’ | Marcatori | 57’ Sutter |

| Arbitro: | Petignat |

|  |           |             |
|  | Marcatori | 62’ Giménez |

| Arbitro: | Nobs |

|                                    |           |                     |
| Bühler 22’ Simo 49’ Bieli 78’, 84’ | Marcatori | 25’ (rig.) Akwuegbu |

| Arbitro: | Busacca |

|                    |           |              |
| Fabinho 17’ (rig.) | Marcatori | 74’ Valdivia |

#### Prima fase, girone di ritorno
| Arbitro: | Kever |

|  |           |           |
|  | Marcatori | 10’ Jenny |

| Arbitro: | Wildhaber |

|              |           |                        |
| Pavlovic 88’ | Marcatori | 62’ Di Jorio 77’ Gygax |

| Arbitro: | Bertolini |

|                           |           |                            |
| Schicker 45’ Akwuegbu 65’ | Marcatori | 29’ (aut.) Marić 80’ Ademi |

| Arbitro: | Etter |

|                                     |           |  |
| Jefferson 5’ (rig.), 47’ M'Futi 29’ | Marcatori |  |

| Zurigo 7 novembre 2004, ore 16:00 CET 14ª giornata | Grasshoppers | 0 – 0 referto | San Gallo | Hardturm (7 900 spett.)\| Arbitro: \| Petignat \| |
| Arbitro:                                           | Petignat     |               |           |                                                   |

| Arbitro: | Rogalla |

|                                    |           |            |
| Pavlovic 8’ Tachie-Mensah 42’, 83’ | Marcatori | 25’ Hodžić |

| Arbitro: | Lehner |

|               |           |  |
| Carignano 22’ | Marcatori |  |

| Arbitro: | Laperrière |

|                      |           |            |
| Merenda 65’ Wolf 89’ | Marcatori | 40’ Christ |

| Arbitro: | Nobs |

|            |           |              |
| Merino 29’ | Marcatori | 73’ Akwuegbu |

#### Seconda fase, girone di andata
| Arbitro: | Bertolini |

|                               |           |            |
| Hassli 19’, 52’ Montandon 69’ | Marcatori | 67’ Petrić |

| Arbitro: | Circhetta |

|              |           |             |
| Rey 14’, 43’ | Marcatori | 90’ Merenda |

| Arbitro: | Circhetta |

|                                       |           |  |
| Eduardo 52’, 71’ Muff 55’ Cabanas 76’ | Marcatori |  |

| Arbitro: | Busacca |

|           |           |                            |
| Callà 13’ | Marcatori | 24’ Lustrinelli 33’ Gerber |

| Sciaffusa 13 marzo 2005, ore 14:30 CET 23ª giornata | Sciaffusa | 0 – 0 referto | San Gallo | Stadion Breite (3 350 spett.)\| Arbitro: \| Salm \| |
| Arbitro:                                            | Salm      |               |           |                                                     |

| San Gallo 16 marzo 2005, ore 19:30 CET 24ª giornata | San Gallo | 0 – 0 referto | Aarau | Stadio Espenmoos (7 000 spett.)\| Arbitro: \| Grossen \| |
| Arbitro:                                            | Grossen   |               |       |                                                          |

| Arbitro: | Busacca |

|                            |           |                                    |
| Urdaneta 75’ Chapuisat 87’ | Marcatori | 45’ Lopez 63’ Merenda 69’ Pavlovic |

| Arbitro: | Laperrière |

|                                             |           |                                                   |
| Lopez 1’, 81’ Hassli 64’ (rig.) Merenda 65’ | Marcatori | 23’ (rig.), 57’ Cesar 33’, 69’ Keita 42’ Džemaili |

| 27ª giornata |  | – turno di riposo |  |  |

#### Seconda fase, girone di ritorno
| 28ª giornata |  | – turno di riposo |  |  |

| Arbitro: | Wildhaber |

|  |           |                         |
|  | Marcatori | 29’ Sutter 75’ Pavlovic |

| Arbitro: | Mostböck |

|                               |           |                        |
| Wölfli 27’ (aut.) Marazzi 89’ | Marcatori | 40’ Steinsson 86’ Neri |

| Arbitro: | Bertolini |

|                            |           |             |
| Moretto 40’, 53’ Inler 89’ | Marcatori | 13’ Marazzi |

| Arbitro: | Laperrière |

|           |           |            |
| Hassli 3’ | Marcatori | 69’ Santos |

| Arbitro: | Salm |

|                                   |           |                   |
| Giménez 28’, 86’ Rossi 90’ (rig.) | Marcatori | 13’ Tachie-Mensah |

| Arbitro: | Zimmermann |

|                                                          |           |  |
| Tachie-Mensah 24’ Pavlovic 36’ Callà 45’, 46’ Hassli 61’ | Marcatori |  |

| Arbitro: | Rogalla |

|                                          |           |             |
| Raimondi 5’ Lustrinelli 46’ Ferreira 87’ | Marcatori | 57’ Marazzi |

| Arbitro: | Nobs |

|                                    |           |                             |
| Stepanovs 8’ (aut.) Lopez 12’, 70’ | Marcatori | 40’, 65’ Chihab 59’ Rogério |

### Coppa Svizzera
| 19 settembre 2004, ore 16:00 CEST Primo turno | Arbedo-Castione | 1 – 3 | San Gallo |  |

| 24 ottobre 2004, ore 15:00 CEST Secondo turno | Baden | 1 – 5 | San Gallo |  |

| 21 novembre 2004, ore 14:30 CET Ottavi di finale | Sciaffusa            | ? – ? | San Gallo |  |
| \| \| \| \| \| \| Tiri di rigore 3 – 5 \| \|     |                      |       |           |  |
|                                                  |                      |       |           |  |
|                                                  | Tiri di rigore 3 – 5 |       |           |  |

| 13 febbraio 2005, ore 14:30 CET Quarti di finale | San Gallo            | ? – ? | Aarau |  |
| \| \| \| \| \| \| Tiri di rigore 3 – 4 \| \|     |                      |       |       |  |
|                                                  |                      |       |       |  |
|                                                  | Tiri di rigore 3 – 4 |       |       |  |

## Statistiche

### Statistiche di squadra
| Competizione   | Punti | In casa | In casa | In casa | In casa | In casa | In casa | In trasferta | In trasferta | In trasferta | In trasferta | In trasferta | In trasferta | Totale | Totale | Totale | Totale | Totale | Totale | DR |
| Competizione   | Punti | G       | V       | N       | P       | Gf      | Gs      | G            | V            | N            | P            | Gf           | Gs           | G      | V      | N      | P      | Gf     | Gs     | DR |
| -------------- | ----- | ------- | ------- | ------- | ------- | ------- | ------- | ------------ | ------------ | ------------ | ------------ | ------------ | ------------ | ------ | ------ | ------ | ------ | ------ | ------ | -- |
| Super League   | 36    | 17      | 5       | 8       | 4       | 35      | 27      | 17           | 3            | 4            | 10           | 16           | 33           | 34     | 8      | 12     | 14     | 51     | 60     | -9 |
| Coppa Svizzera | -     | 1       | 0       | 1       | 0       | 0       | 0       | 3            | 2            | 1            | 0            | 8            | 2            | 4      | 2      | 2      | 0      | 8      | 2      | +6 |
| Totale         | 36    | 18      | 5       | 9       | 4       | 35      | 27      | 20           | 5            | 5            | 10           | 24           | 35           | 38     | 10     | 14     | 14     | 59     | 62     | -3 |

### Andamento in campionato
| Giornata  | 1 | 2 | 3 | 4 | 5 | 6 | 7 | 8 | 9 | 10 | 11 | 12 | 13 | 14 | 15 | 16 | 17 | 18 | 19 | 20 | 21 | 22 | 23 | 24 | 25 | 26 | 27 | 28 | 29 | 30 | 31 | 32 | 33 | 34 | 35 | 36 |
| --------- | - | - | - | - | - | - | - | - | - | -- | -- | -- | -- | -- | -- | -- | -- | -- | -- | -- | -- | -- | -- | -- | -- | -- | -- | -- | -- | -- | -- | -- | -- | -- | -- | -- |
| Luogo     | C | T | T | C | C | T | C | T | C | T  | C  | C  | T  | T  | C  | T  | C  | T  | C  | T  | T  | C  | T  | C  | T  | C  |    |    | T  | C  | T  | C  | T  | C  | T  | C  |
| Risultato | N | P | P | V | N | N | P | P | N | V  | P  | N  | P  | N  | V  | P  | V  | N  | V  | P  | P  | P  | N  | N  | V  | P  |    |    | V  | N  | P  | N  | P  | V  | P  | N  |
| Posizione | 3 | 7 | 8 | 7 | 8 | 7 | 8 | 9 | 9 | 8  | 9  | 9  | 10 | 9  | 8  | 9  | 9  | 9  | 7  | 8  | 8  | 8  | 8  | 8  | 7  | 7  | 7  | 7  | 7  | 7  | 7  | 7  | 7  | 7  | 7  | 7  |

Legenda:

Luogo: C = Casa; T = Trasferta. Risultato: V = Vittoria; N = Pareggio; P = Sconfitta.

### Statistiche dei giocatori
| K. Agouda        | 6  | 1 | 1 | 0 |
| B. Akwuegbu      | 12 | 3 | 3 | 0 |
| T. Balmer        | 3  | 0 | 0 | 1 |
| D. Callà         | 15 | 3 | 3 | 0 |
| S. Ciancio       | 1  | 0 | 1 | 0 |
| F. Fabinho       | 23 | 1 | 5 | 0 |
| I. Ferreira      | 1  | 0 | 0 | 0 |
| E. Hassli        | 13 | 5 | 2 | 1 |
| D. Imhof         | 29 | 0 | 6 | 0 |
| J. Jairo         | 8  | 0 | 1 | 0 |
| P. Jenny         | 27 | 1 | 5 | 0 |
| D. Longo         | 0  | 0 | 0 | 0 |
| J. Lopez         | 13 | 5 | 2 | 0 |
| D. Marazzi       | 34 | 4 | 2 | 0 |
| M. Marić         | 24 | 0 | 5 | 0 |
| M. Merenda       | 25 | 7 | 1 | 0 |
| P. Montandon     | 26 | 2 | 4 | 0 |
| G. Obradović     | 9  | 0 | 2 | 0 |
| D. Pavlovic      | 27 | 5 | 6 | 0 |
| T. Rathgeb       | 21 | 0 | 5 | 0 |
| S. Razzetti      | 31 | 0 | 1 | 1 |
| R. Schicker      | 16 | 2 | 5 | 0 |
| B. Sutter        | 24 | 2 | 3 | 0 |
| A. Tachie-Mensah | 25 | 6 | 5 | 0 |
| S. Wolf          | 22 | 2 | 5 | 1 |
| G. Wüthrich      | 4  | 0 | 0 | 0 |
| M. Zellweger     | 28 | 0 | 7 | 0 |